# Monroe Lake Archeological District
Pour les articles homonymes, voir Monroe.
Le Monroe Lake Archeological District est un district historique du comté de Miami-Dade, dans le sud de la Floride, aux États-Unis. Situé au sein du parc national des Everglades, il est inscrit au Registre national des lieux historiques depuis le 5 novembre 1996.